# Angelo Infanti
Angelo Infanti, född 16 februari 1939 i Zagarolo, Lazio, död 12 oktober 2010 i Tivoli, Lazio, var en italiensk skådespelare. Han medverkade i mer än 90 filmer mellan 1961 och 2010.

## Utmärkelser
Infanti vann David di Donatello för bästa manliga biroll 1982 för Borotalco.

## Roller i urval
- 1968 – Tarzanflickan
- 1971 – Le Mans
- 1972 – Gudfadern
- 1975 – Greven av Monte Cristo
- 1976 – Black Emanuelle
- 1978 – The Rip-Off
- 1982 – Borotalco
- 1993 – Den sicilianska eskorten
- 2002 – Don Matteo (TV-serie)
- 2010 – Letters to Juliet